# Castelo de Pena de Aguiar

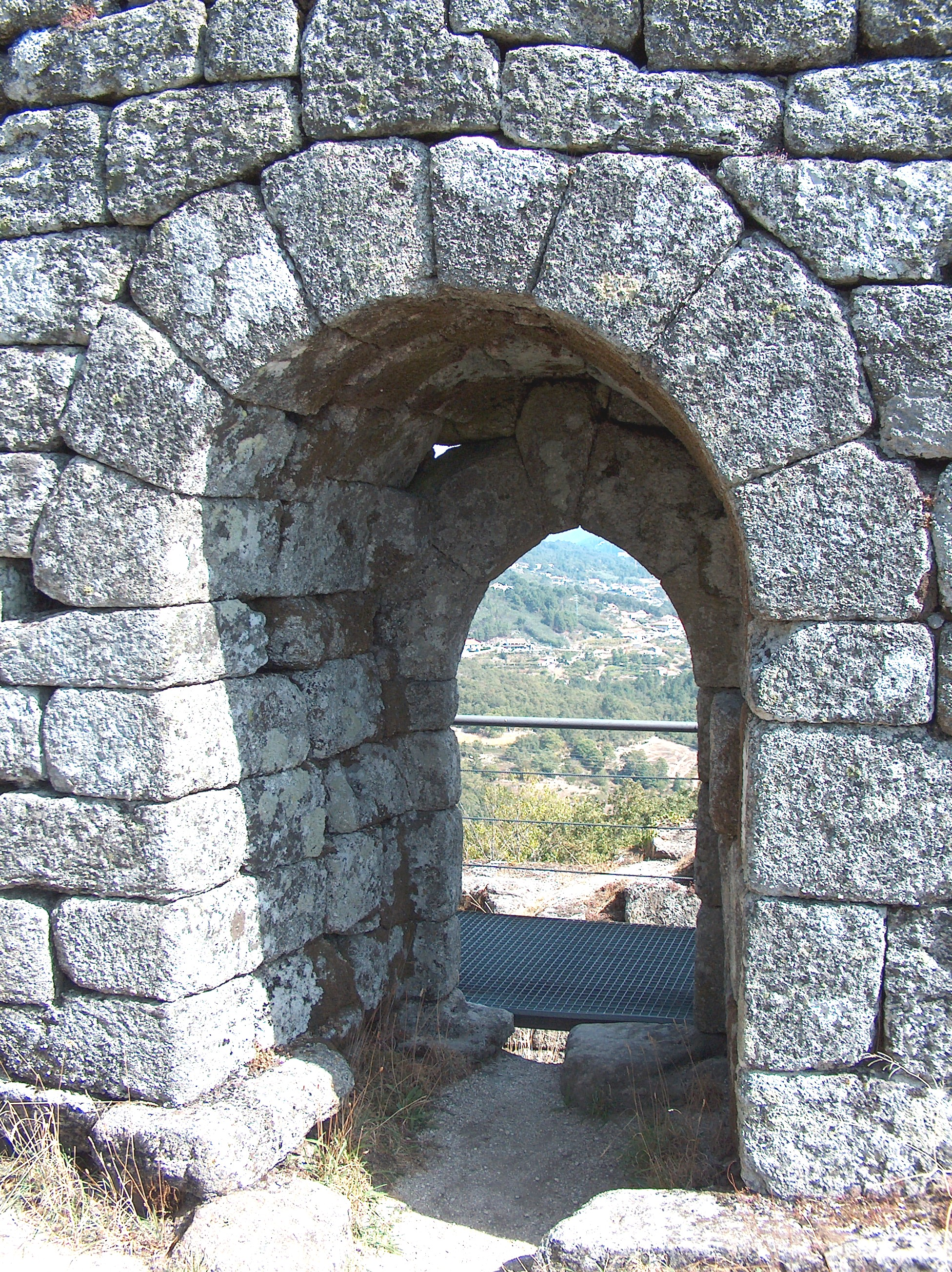
Castelo de Aguiar, Portugal.

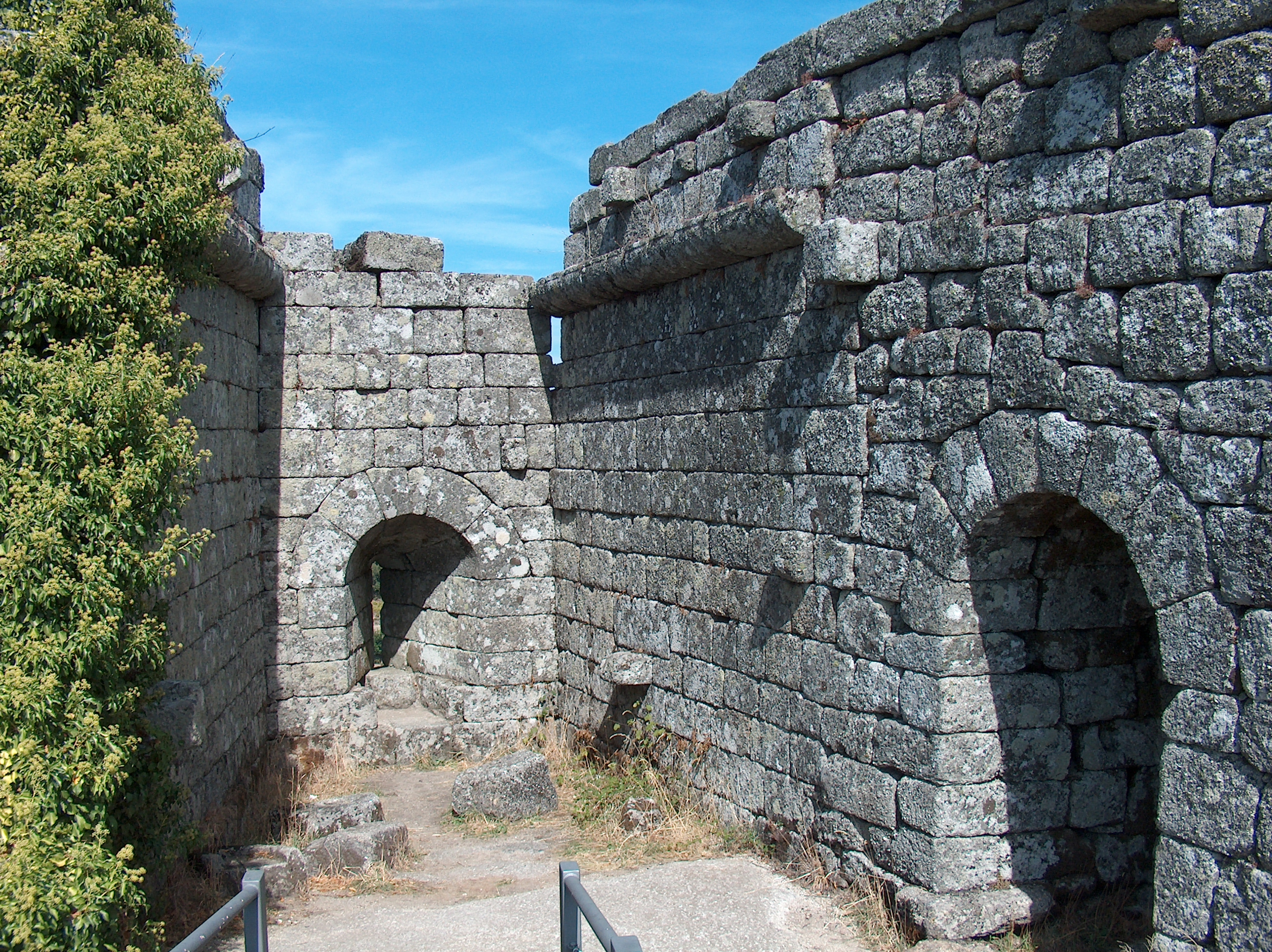
Castelo de Aguiar.

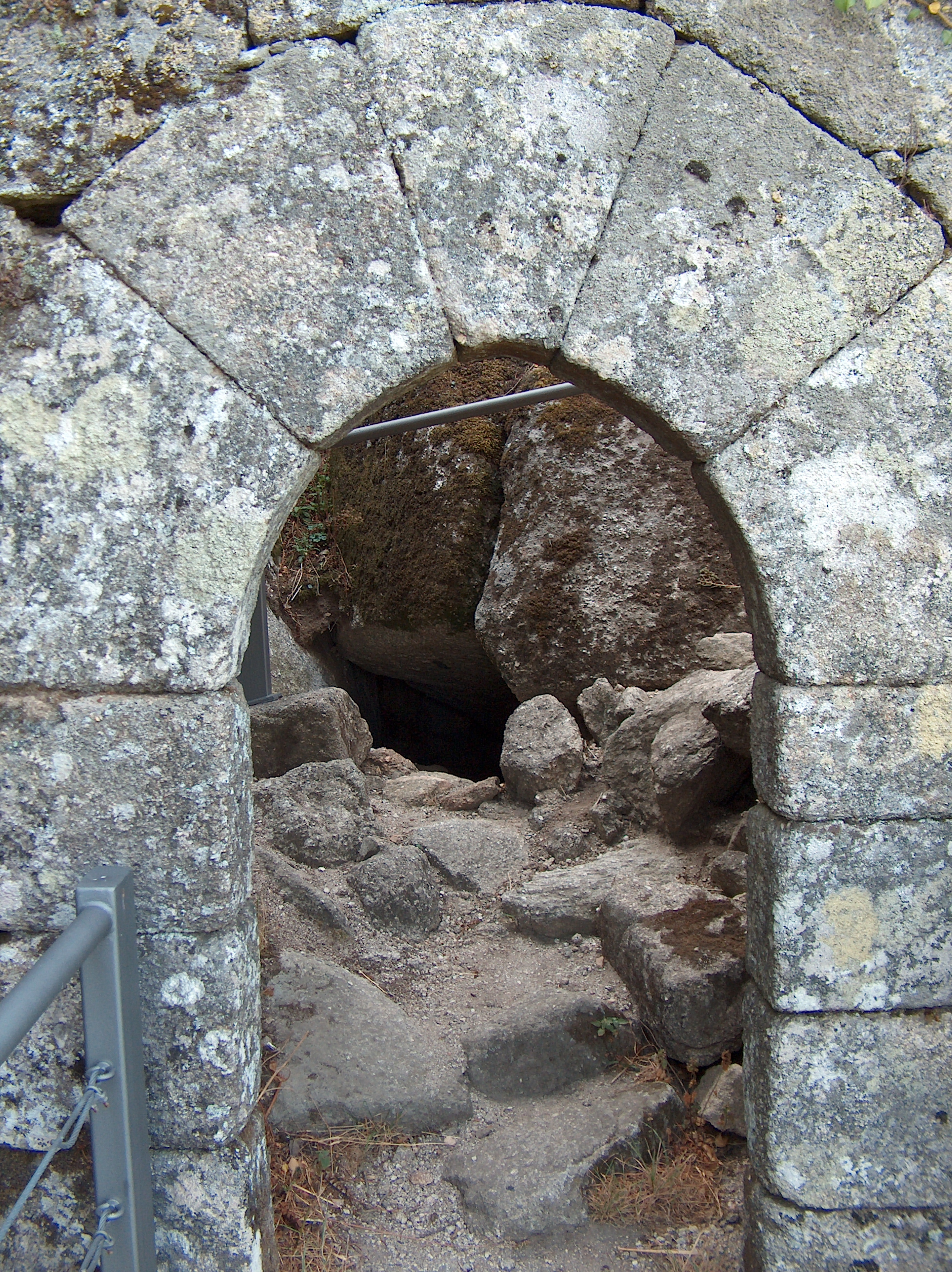
Castelo de Aguiar.

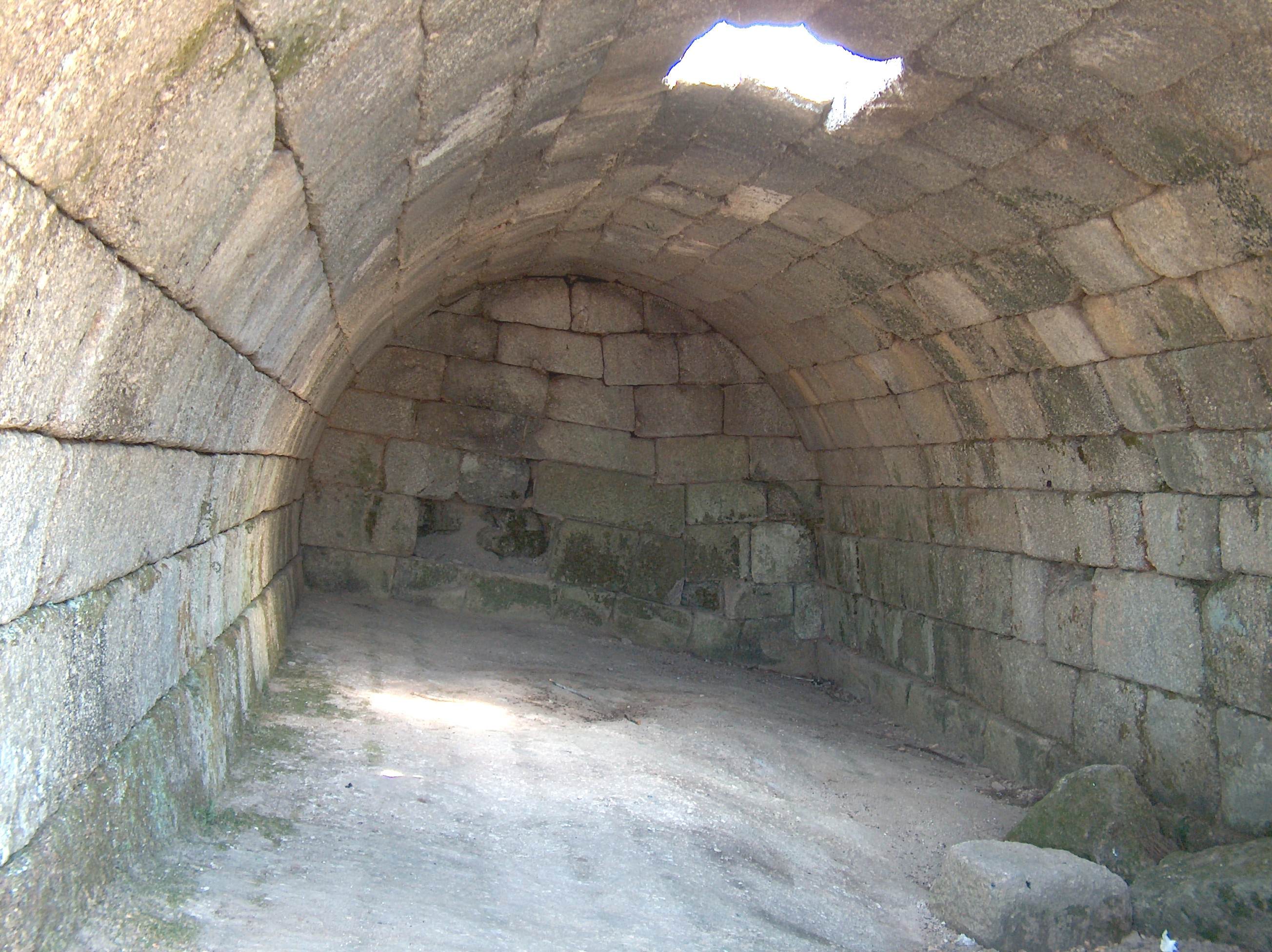
Castelo de Aguiar.

O Castelo de Pena de Aguiar, também referido como Castelo de Aguiar ou Castelo de Aguiar da Pena, localiza-se na aldeia de Castelo, freguesia de Telões, município de Vila Pouca de Aguiar, distrito de Vila Real, em Portugal.
Em posição dominante sobre um penedo granítico no flanco este da serra do Alvão, liga-se à Reconquista cristã da Península Ibérica tendo sido cabeça das terras de Aguiar em tempos medievais. Nesse âmbito, a defesa proporcionada pelo castelo era complementada por algumas atalaias, nomeadamente as de Capeludos, Rebordochão e Portela de Santa Eulália, que à época integrava a circunscrição de Vila Pouca de Aguiar.
O Castelo de Pena de Aguiar está classificado como Monumento Nacional desde 1982.

## História

### Antecedentes
De acordo com a moderna pesquisa arqueológica, a primitiva ocupação humana desta região remonta à pré-história. À época da Invasão romana da Península Ibérica, os conquistadores foram para aqui atraídos pela presença de minérios de ouro, prata e chumbo. Posteriormente foram sucedidos por Visigodos e por Muçulmanos, estes a partir do século VIII.

### O castelo medieval
O castelo foi cabeça da Terra de Aguiar, que posteriormente se constituiu no Concelho de Vila Pouca de Aguiar, tendo o seu nome ligado à Independência de Portugal, quando se acredita que o seu "tenens" fosse partidário de D. Afonso Henriques (1112-1185), de acordo com uma referência na hagiografia medieval de Santa Senhorinha de Basto. Por esse motivo a região foi invadida e o Castelo de Aguiar sitiado por uma força leonesa que pretendia sujeitá-lo ao reino de Leão ou, caso contrário, aprisioná-lo e substituí-lo. Na ocasião, D. Gonçalo Mendes de Sousa, senhor de domínios nas terras de Aguiar e de Panóias, companheiro de armas de D. Afonso Henriques, apressou-se a socorrer as gentes do castelo.
Posteriormente, sob o reinado de D. Afonso III (1248-1279), Telões recebeu a sua Carta de Foral (10 de julho de 1255). Nesse período considera-se que a fortificação começou a perder importância, uma vez que a partir de 1258 a população passou a se libertar gradualmente dos encargos de manutenção da daquela defesa.
O castelo sofreu diversas alterações em fins do século XIV.
Na passagem para o século XVI, a vila perdeu a sua importância administrativa, uma vez que se encontra integrada no Foral concedido a Aguiar da Pena, em 1515. Deste período conhecemos o nome de alguns dos alcaides do castelo, como:
- Diogo Lopes de Azevedo;
- Fernão Martins de Souza (a partir de 17 de julho de 1534);
- João de Souza Guedes; e
- Jerónimo de Souza Machado (1583-1594).

A partir de então cessam as informações relativas ao castelo, que se admite tenha deixado de ser utilizado para fins militares desde essa passagem do século XVI para o XVII.

### Do século XX aos nossos dias
Encontra-se classificado como Monumento Nacional por Decreto publicado em 26 de fevereiro de 1982.
Recentemente, após passar por uma primeira etapa de trabalhos de beneficiação (iluminação da zona envolvente, construção de sanitários de apoio e de um parque de estacionamento), a cargo do Instituto Português do Património Arquitectónico (IPPAR), ao custo de 175 mil euros, a área envolvente do castelo foi reinaugurada (21 de julho de 2001), visando promover o turismo histórico na região.
Paralelamente, a Câmara Municipal adquiriu e recuperou uma casa em ruínas para a instalação de um Núcleo Interpretativo, onde serão disponibilizadas aos visitantes informações relacionadas com o castelo e a sua história.
Numa segunda fase, teve lugar uma intervenção de consolidação e restauro nas dependências do castelo, compreendendo as paredes que ameaçavam ruir, o gradeamento de zonas mais perigosas no interior da muralha e a construção de passagens de segurança metálicas. Desse modo, a autarquia pretende criar um circuito integrado de turismo compreendendo o castelo, as três minas romanas de Vila Pouca de Aguiar e o santuário rupestre de Panóias, em Vila Real.

## Características
Do que resta de seu conjunto, depreende-se tratar-se de um antigo castelo roqueiro, em estilo românico, dominado por duas torres: uma a norte, de planta retangular, ligada por uma cortina semi-circular a outra, a sueste. Nesta segunda torre, com cinco faces irregulares, no muro oeste rasga-se uma porta para a barbacã, cujos muros são adossados a grandes pedregulhos. Uma segunda abertura, no muro norte, comunica com uma praça de armas de reduzidas dimensões, delimitada por ambas as torres.